# NK Omladinac Odranski Strmec
NK Omladinac je nogometni klub iz mjesta Odranski Strmec. U sezoni 2021./22. se natječu u 2. Zagrebačkoj NL.